# 望月庄五郎
望月 庄五郎（もちづき しょうごろう、1886年（明治19年） - 1973年（昭和48年））は、日本の建築技師。
1910年（明治43年）に場所仕雇として内匠寮に入る。1921年（大正10年）に技手となり、関東大震災後の復旧工事にて、旧江戸城の富士見櫓、辰巳櫓の修復、大手門渡櫓などを手がける。また、1933年（昭和8年）竣工の朝香宮邸の建設工事では、技手として工事の仕様書作成および監理を担当した。